# El-Tagamu El Khames
El Tagamu El Khames,arabiska:  التجمع الخامس  (svenska: Femte etableringen) är en del av distriktet (kism) Nya Kairo 1, i Kairo, Egypten cirka 15 km öster om Kairo centrum. Det är en av de modernaste och främsta etableringarna i Kairos storstadsområde och är uppdelat i ett antal mindre områden såsom Första, Andra, Tredje, Fjärde och Femte etableringen samt West Golf, Choueifat, Diplomats, Narges, Jasmine, Banafsaj och South Academy.

## Information
Området ligger utefter Kairos yttre ringväg (Ring Road) och dess huvudgata, Gata 90, omgärdas förutom av bostadsområden även av finansiella, administrativa och kommersiella centra. Det är ett av de snabbast växande områdena i Egypten.

## Händelser
Med början 5 mars 2011 var tingshuset i El-Tagamu El Khames platsen för rättegången mot förre inrikesministern Habib el-Adly för korruption, penningtvätt och förskingring av publika medel.

## Landmärken
- Kairo Festivalplats
- Katameyahöjden
- Tyska universitetet i Kairo
- Amerikanska universitetet i Kairo
- Framtidsuniversitetet
- Sharbatlimoskén
- Arabella

## Klubbar
- Wadi Digla-klubben - Wadi Digla Club
- Nya Kairo-klubben - New Cairo Club
- Katameya Golf & resort-klubben - Petrosport / Katameya Club